# Stockholm (dokumentarfilm)
|  | Denne artikel er oprettet af botten Steenthbot ud fra en ekstern database. Den kan derfor have sproglige fejl eller mangler. Denne skabelon kan fjernes efter kontrol af indholdet. |

 For alternative betydninger, se Stockholm (flertydig). (Se også artikler, som begynder med Stockholm)
Stockholm er en dansk dokumentarfilm fra 1952 instrueret af Jørgen Nielsen.

## Handling
En film om Sveriges hovedstad med optagelser fra Bromma lufthavn, bebyggelserne der er tilpasset naturen langs vandet og på klipperne, en række offentlige bygninger og monumenter samt glimt fra gadelivet.